# Republiek Tanganyika
De republiek Tanganyika was een land in Afrika, dat ongeveer overeenstemde met het vasteland van het hedendaagse Tanzania, dus zonder de eilanden Zanzibar en Pemba.
Het gebied was vóór de Eerste Wereldoorlog een Duitse kolonie onder de naam Duits-Oost-Afrika. Volgens het Verdrag van Versailles werd Duits-Oost-Afrika opgedeeld in verschillende delen, waarvan het grootste deel een Brits mandaatgebied werd onder de naam Tanganyika. Hierbij werd ook het links rijden ingevoerd.
Na de afschaffing van de Volkenbond en de oprichting van de Verenigde Naties werd Tanganyika een trustschap. In mei 1961 verkreeg het zelfbestuur, en in december van datzelfde jaar werd het het onafhankelijke land Tanganyika.
In december 1962 werd het land, dat daarvoor koningin Elizabeth II van het Verenigd Koninkrijk als staatshoofd had, een republiek onder de naam Republiek Tanganyika.
In april 1964 verenigde het land zich met de Volksrepubliek Zanzibar en Pemba, eveneens een voormalige Britse kolonie, tot de Verenigde Republiek Tanganyika en Zanzibar die de naam Tanzania kreeg.